# Позняк Сергій Віталійович
Сергій Віталійович Позняк — український художник-живописець, графік, ілюстратор, педагог, доцент. Заслужений художник України (2019).

## Життєпис
Закінчив Республіканську художню середню школу ім. Т.Г. Шевченка, Український поліграфічний інститут ім. І. Федорова. Працює доцентом катедри дизайну та архітектури Інституту комп'ютерно-інформаційних технологій.
У 2014 році намалював активіста Євромайдану Михайла Гаврилюка, якого бійці спецпідрозділу «Беркут» жорстоко побили та роздягнули на морозі.
Учасник міських, регіональних та всеукраїнських виставках, українських та закордонних виставках.

## Нагороди
- заслужений художник України (22 серпня 2019) — за значний особистий внесок у державне будівництво, соціально-економічний, науково-технічний, культурно-освітній розвиток України, вагомі трудові здобутки та високий професіоналізм[2].